# Rahmat Erwin Abdullah
Rahmat Erwin Abdullah, né le 13 octobre 2000 à Makassar, est un haltérophile indonésien.

## Palmarès

### Jeux olympiques
- Jeux olympiques d'été de 2020 à Tokyo
  -  Médaille de bronze en moins de 73 kg[1].

### Jeux asiatiques
- Jeux asiatiques de 2022 à Hangzhou
  -  Médaille d'or en moins de 73 kg

### Championnats du monde
- Championnats du monde d'haltérophilie 2021 à Tashkent, Ouzbékistan
  -  Médaille d'or en moins de 73 kg.
- Championnats du monde d'haltérophilie 2022 à Bogota, Colombie
  -  Médaille d'or en moins de 73 kg.
- Championnats du monde d'haltérophilie 2023 à Riyad, Arabie saoudite
  -  Médaille d'argent en moins de 81 kg.